# União das Freguesias de Covas e Vila Nova de Oliveirinha
União das Freguesias de Covas e Vila Nova de Oliveirinha, kurz Covas e Vila Nova de Oliveirinha, ist eine portugiesische Gemeinde (Freguesia) im Kreis (Concelho) von Tábua. Sie umfasst eine Fläche von 21,87 km² und hat 1380 Einwohner (Stand nach Zahlen von 2011).
Die Gemeinde entstand im Zuge der kommunalen Neuordnung Portugals nach den Kommunalwahlen am 29. September 2013, als Zusammenschluss der bisherigen Gemeinden Covas und Vila Nova de Oliveirinha. Sitz der neuen Gemeinde wurde Covas.